# Pierre Pradel
Pour les articles homonymes, voir Pradel.
Pierre Pradel, né le 18 septembre 1901 à Montluçon (Allier) et mort le 25 mai 1977 à Paris, est un historien de l'art et conservateur de musée français, membre de l'Académie des inscriptions et belles-lettres.

## Biographie
Gabriel Pierre Pradel était le petit-fils de Pierre Leprat, fondateur des Amis de Montluçon, par sa mère, Gabrielle Leprat. Son père, Genès Pradel, était professeur d'anglais au lycée de Montluçon et auteur d'ouvrages sur les voyages de la marquise de Sévigné. Après ses études au lycée de Montluçon, il fut reçu à l'École des chartes et devint archiviste paléographe en 1925.
Après avoir été bibliothécaire à la Bibliothèque nationale, il a fait l'essentiel de sa carrière comme conservateur de musée : conservateur adjoint au musée de Versailles et des Trianons, conservateur adjoint au musée des monuments français, enfin conservateur en chef du département des sculptures au musée du Louvre. Parallèlement, il a été professeur et directeur des études à l'École du Louvre.
L’Académie française lui décerne le prix de Joest en 1944 pour l'ensemble de son œuvre.
Epoux de Jacqueline Caruel (1903-1992), il est également le père de Rita Brantalou[réf. souhaitée].

## Œuvres
- (avec Marcel Génermont) Les Églises de France. L'Allier, Paris, Letouzey & Ané, 1938, XIX-319 p., ill.

- Prix Hercule-Catenacci de l’Académie française en 1939.
- Anne de France (1461-1522), Paris, 1953, réédition Publisud, coll. « La France au fil des siècles », 1986.
- Michel Colombe, dernier imagier gothique, Paris, Plon, 1953.
- L'art au siècle de Louis XIV, Lausanne, La guilde du livre, 1949.

## Hommages et distinctions
- Commandeur de la Légion d'honneur
- Commandeur de l'ordre des Arts et des Lettres au titre de « conservateur en chef du département des sculptures du musée du Louvre » (1963)[2]